# Bacillus thuringiensis
Bacillus thuringiensis (tudi Bt) je vrsta paličastih grampozitivnih bakterij, ki živijo v zemlji in se pogosto uporabljajo kot biološki insekticid. 

## Opis
Bakterija se razmnožuje v obolelih in odmrlih žuželkah. Poleg tega pa se naravno pojavlja tudi v črevesju gosenic nekaterih vrst vešč in metuljev, pa tudi na površini rastlinskih listov, v vodnih okoljih, živalskih iztrebkih in predelovalnih obratih žita in moke.

## Taksonomija in odkritje
Japonski bakteriolog Ishiwata Shigetane (石渡 繁胤) je leta 1901 izoliral B. thuringiensis iz obolele sviloprejkine ličinke
in jo poimenoval Bacillus sotto, pri čemer je uporabil japonsko besedo sottō (卒倒, ‘kolaps’), s čimer je izpostavil bakterijko paralizo, ki jo povzroča. Ishiwata je že takrat spoznal, da je za patogenost bakterije odgovoren toksin, vendar pa najdenega organizma takrat ni formalno opisal.
Leta 1911 je nato nemški mikrobiolog Ernst Berliner samostojno izoliral bakterijo iz populacije gosenic močne vešče, ki jo je opisal in ji dal znanstveno ime Bacillus thuringiensis. Ime je izbral po bolezni, ki ji v Turingiji pravijo Schlaffsucht.
B. sotto je bila tako kasneje preklasificirana v B. thuringiensis var. sotto.

## Toksičnost in uporaba v kmetijstvu
Bakterija oblikuje trose. Pri sporulaciji se tvorijo kristalne beljakovine  (beljakovine Cry) in citolitične beljakovine (beljakovine Cyt). Kristalne beljakovine povzročajo pore v celični steni in posledično celično smrt, citolitične pa z osmoznim šokom povzročijo pokanje celic. Žuželkam, ki zaužijejo trose in kristale se tako razkrojijo stene prebavil s čimer je ovirana presnova, saj se okužene žuželke prenehajo prehranjevati. Pogosto kaleči trosi bakterije prodrejo v telesno votlino, se tam naprej množijo in proizvajajo toksine, kar prav tako povzroči smrt žuželke.

### Struktura
Cry-toksini so sestavljeni iz ene α-vijačnice ter dveh β-struktur. Za nastanek membranskih por je odgovorna α-vijačnica, ki je sestavljena iz 7 manjših vijačnic, od katerih je le sredinska hidrofobna. Ena izmed β-struktur je odgovorna za vezavo na receptorje na membrani, medtem ko vloga ene še ni čisto znana, verjetno pa je namenjena stabilizaciji beljakovine ter obrambi pred encimi. Cry-toksini so smrtni za žuželke ir redov Lepidoptera, Diptera, Coleoptera, Hymenoptera, pa tudi za nematode.
Trenutno znanstveniki ugotavljajo tri poglavitne patotipe B.t. Patotip A deluje na določene vrste metuljev oziroma njihove gosenice in vključuje varietete: thuringiensis (B. t.), kurstaki (B. t. k.), galleriae, aizawai, morrisoni itd. 
Patotip B učinkuje na dvokrilce, predvsem dolgotipalničarke, in vključuje patotip israeliensis. Sredstvo se uporablja proti komarjem. 
Patotip C je našel Krieg s sodelavci (1983) in je učinkovit proti ličinkam hroščev. Kristali so pri tem patotipu sploščeni in četverokotni, beljakovina v kristalih pa je unikatna. Aktivna je proti ličinkam lepenjcev (Chrysomelidae). Učinkuje na ličinke hroščev, med njimi tudi na koloradskega hrošča in se v kmetijstvu v zadnjem času veliko uporablja.